# Nationale rekeningen
Het systeem van nationale rekeningen geeft een kwantitatieve beschrijving van het economisch proces binnen een land, en de economische relaties met het buitenland. Als onderdeel van het economisch proces worden onderscheiden productie, inkomensvorming, inkomensverdeling, bestedingen en financiering.
Centraal in de nationale rekeningen staat een aantal belangrijke economische indicatoren zoals het binnenlands product en het nationaal inkomen.
De nationale rekeningen voor Nederland worden opgesteld door het het Centraal Bureau voor de Statistiek (CBS).

## Internationale richtlijnen
De nationale rekeningen worden conform de volgende internationale richtlijnen opgesteld:
- System of National Accounts 1993[1]
- European System of National and Regional Accounts 1995[2]